# Maciej Rutkowski (Eishockeyspieler)
Maciej Rutkowski (* 5. Oktober 2002 in Sosnowiec) ist ein deutsch-polnischer Eishockeyspieler, der seit Juli 2025 bei den Kassel Huskies aus der DEL2 unter Vertrag steht. Zuvor spielte der Angreifer unter anderem für die Krefeld Pinguine und Iserlohn Roosters in der Deutschen Eishockey Liga (DEL).

## Karriere

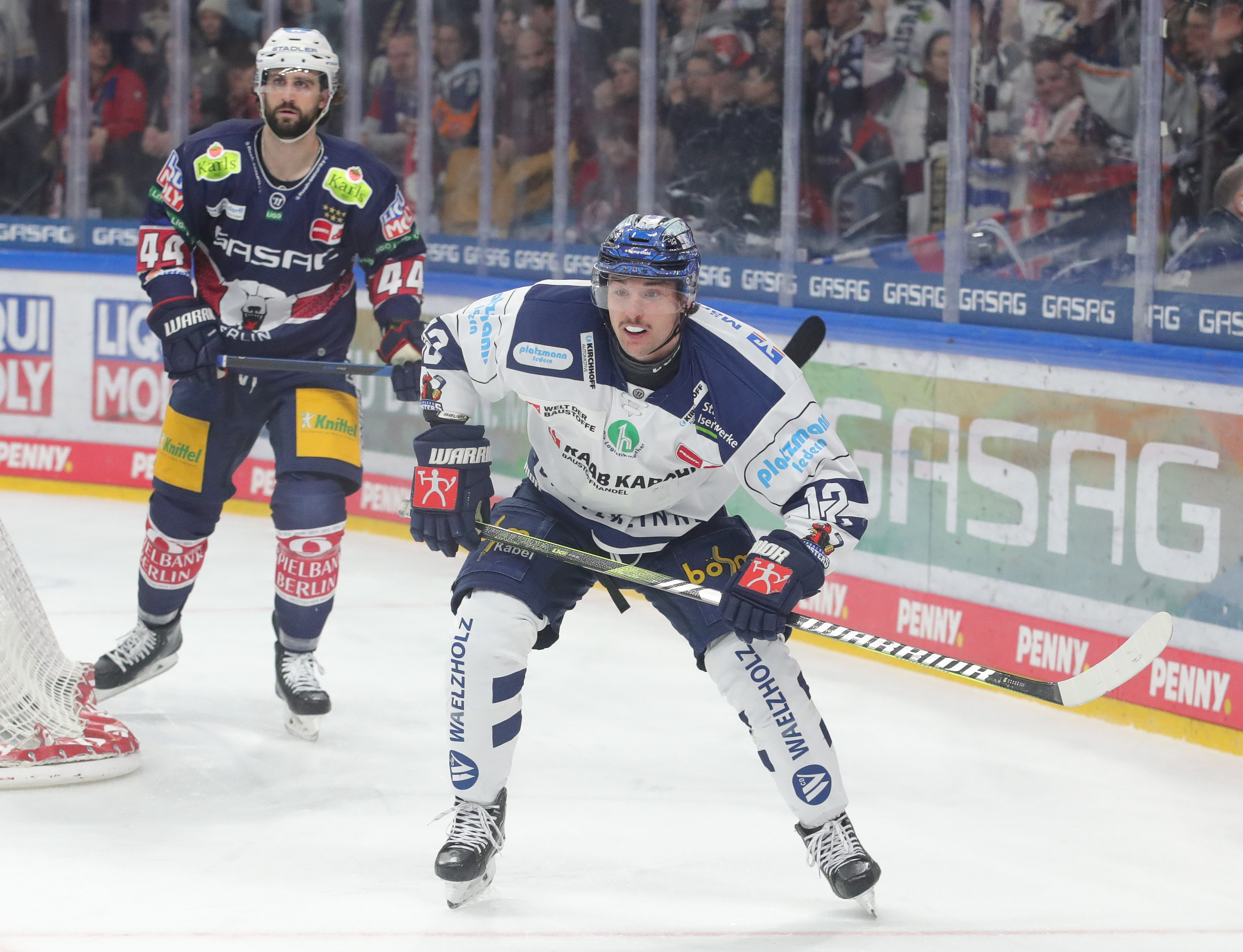
Maciej Rutkowski im Trikot der Iserlohn Roosters (2023)

Nach Anfängen bei Zagłębie Sosnowiec in seiner Heimatstadt zog Maciej Rutkowski im Alter von zehn Jahren mit seiner Familie nach Deutschland, wo er in der Nachwuchsabteilung des Krefelder EV aufgenommen wurde. Er durchlief die verschiedenen Jahrgänge bis hin zum U20-Team, mit dem er im Frühjahr 2019 in die Deutsche Nachwuchsliga (DNL) aufstieg. In den entscheidenden Qualifikationsspielen steuerte der Angreifer, der sowohl als Center als auch auf dem Flügel eingesetzt werden kann, fünf Scorerpunkte in sechs Partien bei. Mit 17 Jahren gab er dann sein Debüt im Herrenbereich, als er in der Saison 2019/20 regelmäßig im Oberliga-Team des Krefelder EV eingesetzt wurde. Im Dezember 2020 erhielt er seinen ersten Profivertrag bei den Krefeld Pinguinen und absolvierte im weiteren Saisonverlauf seine ersten vier Partien in der Deutschen Eishockey Liga (DEL). In der Spielzeit 2021/22 kam er dann hauptsächlich in der DEL und nur noch vereinzelt in der DNL und der Oberliga zum Einsatz. Nach dem Abstieg der Pinguine in die DEL2 verließ er den Verein.
Im Mai 2022 unterschrieb der Deutsch-Pole einen Vertrag bei den Iserlohn Roosters und blieb der DEL damit erhalten. In der Saison 2022/23 konnte er seine Einsatzzeiten und auch seine Punkteausbeute gegenüber dem Vorjahr deutlich steigern und erzielte unter anderem drei spielentscheidende Treffer. Nach Saisonende verlängerte er seinen Vertrag zunächst vorzeitig bis 2026. Im Sommer 2025 erfolgte allerdings die vorzeitige Vertragsauflösung und der Wechsel zu den Kassel Huskies aus der DEL2.

### International
Maciej Rutkowski wurde in der Saison 2019/20 erstmals in Nachwuchsnationalmannschaften des Deutschen Eishockey-Bundes berufen, als er mit der U18-Auswahl an drei Turnieren teilnahm. Im Dezember 2021 gehörte er zum Kader der U20-Nationalmannschaft für die Weltmeisterschaft in Kanada, die nach mehreren Corona-Fällen abgebrochen wurde. Auch beim Nachholtermin im August 2022 war er dann Teil des deutschen Teams, das ins Viertelfinale einzog.
Erstmals für die A-Nationalmannschaft nominiert wurde Rutkowski im Rahmen der Vorbereitung auf die Weltmeisterschaft 2022, blieb in seinen beiden Spielen aber ohne Scorerpunkt.

## Erfolge und Auszeichnungen
- 2019 Aufstieg in die Deutsche Nachwuchsliga mit dem Krefelder EV

## Karrierestatistik
Stand: Ende der Saison 2024/25

### International
Vertrat Deutschland bei:
- abgebr. U20-Junioren-Weltmeisterschaft 2022
- U20-Junioren-Weltmeisterschaft 2022

(Legende zur Spielerstatistik: Sp oder GP = absolvierte Spiele; T oder G = erzielte Tore; V oder A = erzielte Assists; Pkt oder Pts = erzielte Scorerpunkte; SM oder PIM = erhaltene Strafminuten; +/− = Plus/Minus-Bilanz; PP = erzielte Überzahltore; SH = erzielte Unterzahltore; GW = erzielte Siegtore; 1 Play-downs/Relegation; Kursiv: Statistik nicht vollständig)